# Ян Шебек
Ян Шебек (на чешки: Jan Ŝebek, роден на 31 март 1991 г. в Плана) е чешки футболист, играч на „Дукла“ Прага.

## Биография
През сезон 2009 – 2010 г. под ръководството на Жозе Моуриньо Себек влиза в състава на Челси. Той има много малко изиграни мачове за клуба. През 2011 година договорът му изтича.
Включва се в чешкия национален отбор под 19 през 2009 г. Той не играе за него, но стои като резерва за Дукла.